# 어느날 갑자기 (2006년 드라마)
《어느 날 갑자기》는 2006년 2월 24일부터 2006년 4월 28일까지 방영된 SBS 금요드라마이다.

## 기획 의도
한날, 한시, 한 장소에서 태어난 두 여인이 운명이 뒤바뀐 채 돌이킬 수 없는 삶을 살아가며 만들어내는 용서와 사랑의 이야기

## 줄거리
고준식과 양혜숙의 딸로 자라던 미경은 유전자 검사에 의해 친딸이 아님이 밝혀진 뒤 버려져 오유란이라는 이름으로 살아가게 된다. 고준식과 양혜숙의 친딸 고은혜는 남편 강신형과 행복한 시간을 보내던 중, 어느 날 갑자기 어린 시절 운명이 뒤바뀌었던 유란과 재회하게 된다.

## 등장 인물

### 주요인물
- 송선미 : 고은혜 역
  - 해피 바이러스. 고준식-양혜숙 부부의 친딸. 남편 신형과 행복하게 살던 중 어린 시절 악연이 있는 유란과 재회하게 된다.
- 성현아 : 오유란 역
  - 물 위를 걷는 여자. 고준식-양혜숙 부부가 '미경'이라는 이름으로 키우던 중, 친딸이 아님이 밝혀져 버림받는다. 은혜가 자신의 행복을 뺏아갔다고 생각하고 복수하려 한다.
- 이종원 : 강신형 역
  - 내과 의사. 무리한 병원 확장을 추진하는 장모 혜숙과 갈등을 빚던 중, 자신에게 의도적으로 접근한 유란과 가까워지게 된다.
- 정욱 : 고준식 역
  - 은혜의 아버지. 병원장.
- 김용림 : 양혜숙 역
  - 은혜의 어머니. 무리한 병원 확장을 추진, 사위 신형과 갈등을 빚는다.
- 송옥숙 : 김소희 역
  - 유란의 어머니. 미혼모.

### 그 외 인물
- 김일우 : 나영춘 역 - 복순의 남편
- 정경순 : 강복순 역 - 영춘의 아내, 신형의 누나
- 황동주 : 동준 역 - 은혜의 연인, 건축가
- 옥승일 : 경수 역 - 신형의 동료 의사
- 전일범 : 영철 역 - 소희의 매제
- 윤성훈 : 차윤수 역 - 조소작가 (중도 하차)
- 김희정 : 마사코 역 - 유란의 친구
- 서권순 : 혜숙의 친구 역
- 이병준 : 변호사 역
- 황은정

## 시청률
아래의 파란색 숫자는 '최저 시청률'이고, 빨간색 숫자는 '최고 시청률'입니다. 
| 2006년      | 2006년      | 2006년         |
| 회차        | 방송일      | TNmS 시청률    |
| 회차        | 방송일      | 대한민국(전국) |
| ----------- | ----------- | -------------- |
| 제1회       | 2월 24일    | 10.1%          |
| 제2회       | 2월 24일    | 14.6%          |
| 제3회       | 3월 3일     | 9.5%           |
| 제4회       | 3월 3일     | 14.8%          |
| 제5회       | 3월 10일    | 8.2%           |
| 제6회       | 3월 10일    | 13.9%          |
| 제7회       | 3월 17일    | 9.3%           |
| 제8회       | 3월 17일    | 15.5%          |
| 제9회       | 3월 24일    | 12.2%          |
| 제10회      | 3월 24일    | 19.9%          |
| 제11회      | 3월 31일    | 10.6%          |
| 제12회      | 3월 31일    | 17.6%          |
| 제13회      | 4월 7일     | 11.0%          |
| 제14회      | 4월 7일     | 17.0%          |
| 제15회      | 4월 14일    | 10.0%          |
| 제16회      | 4월 14일    | 18.3%          |
| 제17회      | 4월 21일    | 12.3%          |
| 제18회      | 4월 21일    | 20.6%          |
| 제19회      | 4월 28일    | 12.4%          |
| 제20회      | 4월 28일    | 20.7%          |
| 평균 시청률 | 평균 시청률 | 13.9%          |

## 참고 사항
- 극 중 오유란 역의 성현아는 2002년 엑스터시 복용 혐의, 2003년 누드 이벤트 사건 때문에 활동을 중단하였다가 이 드라마를 통해 안방극장 복귀를 했다.[2] 2003년 SBS 일일드라마 <연인> 캐스팅설이 있었으나 무산된 적이 있었다.[3]
- 작가 박현주는 2002년 SBS <나쁜 여자들> 이후 4년 만에 미니시리즈 집필을 맡았다.
- SBS는 해당 드라마 종영 다음 주인 2006년 5월 5일에 특선영화 <말아톤>[4]을 편성했는데 당초 특집극 <나의 사랑 클레멘타인>을 내보낼 예정이었으나[5] 주연배우 손현주의 무릎골절상 때문에 무기한 연기된 바 있었다.